# Booker T
Booker T, właśc. Booker Robert Tio Huffman (ur. 1 marca 1965 w Houston) – amerykański wrestler. Występuje w federacji World Wrestling Entertainment. Jest właścicielem Pro Wrestling Alliance. Występował w World Championship Wrestling i Total Nonstop Action Wrestling.
Do federacji WCW Hoffman został przyjęty w pierwszej połowie lat 90. XX wieku. Pod koniec lat 90. rozpoczął karierę solową i zdobył po raz pierwszy, 29 grudnia 1997, tytuł mistrza telewizyjnego (WCW World Television Championship). 9 lipca 2000 na gali Bash at the Beach 2000 został drugim w historii czarnoskórym mistrzem federacji, zdobywając tytuł World Heavyweight Championship. Na gali Greed, 18 marca 2001, pokonał Ricka Steinera i zdobył WCW United States Championship.
W federacji WWF zadebiutował na gali King of the Ring 2001. Podczas gali Vengeance 2001 Huffman zdobył tytuł WWE Undisputed Title. W maju 2002 dwukrotnie zdobył pas WWE Hardcore i po raz pierwszy wziął udział w WrestleManii. Na gali Armageddon 2002 zdobył pas World Tag Team Championship, a 7 lipca 2003 WWE Intercontinental Championship. 16 lutego 2004 wraz z Rob Van Damem zdobył World Tag Team titles. 20 października 2005 na gali SmackDown, Huffman zdobył tytuł WWE United States Championship. 21 maja 2006 został "królem ringu" wygrywając turniej King of the Ring, a 23 lipca 2006, na gali The Great American Bash 2006, najważniejszy tytuł gali – WWE World Heavyweight Championship. 27 października 2007, WWE zerwało kontrakt z Hoffmanem.
11 listopada 2007 Huffman zadebiutował w TNA.
W styczniu 2011 zerwał negocjacje dotyczące przedłużenia kontraktu z TNA i dołączył do WWE. Booker T  po raz pierwszy wystąpił w ramach WWE na gali Royal Rumble 30 stycznia 2011.
Na WWE TLC 2011 zmierzył się z Codym Rhodesem o WWE Intercontinental Championship, gdzie przegrał.
3 sierpnia 2012 na Friday Night SmackDown został mianowany generalnym menadżerem marki SmackDown.

## Osiągnięcia
World Wrestling Federation/Entertainment
- World Heavyweight Championship (6 razy)
- WWE Intercontinental Championship
- WWE United States Championship (3 razy)
- WWE Hardcore Championship (2 razy)
- World Tag Team Championship (3 razy)
- King of the Ring (2006)
- Sixteenth Triple Crown Champion
- Hall of Fame (od 2013 roku)

World Championship Wrestling
- WCW World Heavyweight Championship (5 razy)
- WCW United States Heavyweight Championship
- WCW World Television Championship (6 razy)
- WCW World Tag Team Championship (11 razy)
- Dziewiąty WCW triple crown champion

Total Nonstop Action Wrestling
- TNA Legends Championship
- TNA Tag Team Championship

Global Wrestling Federation
- GWF Tag Team Championship (3 razy)

Las Vegas Pro Wrestling
- LVPW UWF Heavyweight Championship

Pro Wrestling Illustrated
- 1995 Tag Team of the Year
- 1996 Tag Team of the Year
- 1998 Most Improved Wrestler of the Year
- 2000 Most Inspirational Wrestler of the Year

Wrestling Observer Newsletter
- 2002 Most Underrated Wrestler